# بيركهولدرية بصلية
بيركهولدرية بصلية (الاسم العلمي:Burkholderia cepacia) هي نوع من البكتيريا تتبع جنس البيركهولدرية من فصيلة البيركهولدرات.